# Новокалтаево
Новокалтаево (баш. Яңы Ҡалта) — деревня в Куюргазинском районе Башкортостана, входит в состав Мурапталовского сельсовета.

## Население
| 2002 | 2009 | 2010 |
| ---- | ---- | ---- |
| 110  | ↘96  | ↗118 |

Национальный состав
Согласно переписи 2002 года, преобладающая национальность — башкиры (98 %).

## Географическое положение
Расстояние до:
- районного центра (Ермолаево): 45 км,
- центра сельсовета (Новомурапталово): 12 км,
- ближайшей ж/д станции (Мурапталово): 15 км.

## Известные уроженцы
- Бикбай, Баязит (10 января 1909 — 2 сентября 1968) — башкирский поэт, прозаик и драматург, либреттист, Заслуженный деятель искусств Башкирской АССР (1957)[5].